# Маляев, Александр Васильевич
Алекса́ндр Васи́льевич Маляев (1903, Лукоянов — 2 апреля 1938, Коммунарка) — советский легкоатлет-стайер и спортивный функционер.
Заслуженный мастер спорта СССР (1934 — один из первых 22 ЗМС, значок № 22), Судья всесоюзной категории (1937). Выступал за Москву — «Динамо».

## Биография
Имел среднее образование, был членом ВКП(б).

### Гибель
Как главный инспектор лёгкой атлетики Всесоюзного комитета по физкультуре и спорту при СНК СССР Маляев был одним из организаторов чемпионата СССР по марафону 1936 года. На состоявшемся 6 октября чемпионате бегуны показали очень хорошее время (так, со временем победителя — 2:33.42 — можно было бы занять 5-е место на Олимпийских играх 1936). Советская пресса широко использовала эти результаты в пропагандистских целях, в Европе же к ним отнеслись скептически. Сотрудники финского посольства сами измерили трассу — дистанция оказалась короче на два километра: 40 км 221 м вместо положенных 42 км 195 м.
Разразился скандал. Маляева обвинили во «вредительстве» и «подрыве авторитета советского спорта», 10 января 1938 года он был арестован. 28 марта был подписан «сталинский список», где он проходил по 1-й категории (расстрел). 2 апреля он был осуждён Военной коллегией Верховного суда СССР по обвинению в «участии в контрреволюционной террористической организации» и в тот же день расстрелян.
Спортивные результаты Маляева были вычеркнуты из списков, а победителями и рекордсменами объявлены другие. Только после реабилитации Маляева 29 июня 1957 года его спортивные достижения вновь стали появляться в справочниках.

## Спортивные результаты

### Соревнования
| Год  | Город  | Дата                    | Дистанция            | Результат         | Место |
| ---- | ------ | ----------------------- | -------------------- | ----------------- | ----- |
| 1924 | Москва | 31 августа — 1 сентября | Бег на 5000 метров   | 16.50,5           | III   |
| 1924 | Москва | 31 августа — 1 сентября | Бег на 10 000 метров | 34.11,6[уточнить] | I     |
| 1927 | Москва | 21—28 августа           | Бег на 5000 метров   | 15.52,0           | I     |
| 1928 | Москва | 11—21 августа           | Бег на 5000 метров   | 15.57,2           | II    |
| 1931 | Москва | 15—19 июня              | Бег на 5000 метров   | 15.50,2           | II    |
| 1931 | Москва | 15—19 июня              | Пробег 20 000 м      | 1:00.55,2         | I     |

Рекорды СССР
```
  5000 м        15.27,6             18.06.1930   
Ленинград

10 000 м        34.11,6              7.07.1924   
Ленинград

 4×800 м         8.36,8              1.08.1930   
Москва
[
П 1
]

4×1500 м        17.36,2              1.09.1930   
Москва
[
П 2
]
```

1. ↑  Состав команды ЦДКА: В. Просвирин, Борис Цельев, В. Мямлин, Александр Маляев[9]
2. ↑  Состав команды ЦДКА: И. Табачников, Александр Маляев, Н. Какшагин, Борис Цельев[9]